# Nadzeja Astapčuková
Nadzeja Mikalajevna Astapčuková, též Naděžda Ostapčuková (bělorusky Надзея Мікалаеўна Астапчук, rusky Надежда Николаевна Остапчук, * 12. říjen 1980, Rečica, Sovětský svaz) je běloruská atletka, koulařka.
První úspěch zaznamenala v roce 1998 na mistrovství světa juniorů v Annecy na kterém získala zlatou medaili. V následujících letech získávala medaile na řadě mistrovství světa a Evropy, na olympiádě 2004 v Aténách skončila čtvrtá. V roce 2005 vyhrála halové ME v Madridu a mistrovství světa v Helsinkách. O titul mistryně světa však po osmi letech kvůli dopingu přišla.
V roce 2010 se stala v katarském Dauhá halovou mistryní světa a zlatou medaili vybojovala také na evropském šampionátu v Barceloně, kde jako jediná ve finále poslala kouli za dvacetimetrovou hranici (20,48 m). V roce 2012 vybojovala výkonem 21,36 m zlatou medaili na letních olympijských hrách v Londýně. Den po skončení her však přišla zpráva o jejím pozitivním dopingovém nálezu. Poprvé byla testována den před soutěží, podruhé den po ní a oba testy odhalily v jejím těle přítomnost zakázaného stereoidu metenolonu. Za tento prohřešek dostala roční zákaz startů. Její trenér Alexander Jefimov, jenž atletce anabolický steroid přidal do jídla bez jejího vědomí, byl potrestán čtyřletým trestem.
Během protestů v Bělorusku 2020–2021 se stala členkou Koordinační rady Svjatlany Cichanouské. Naděžda Ostapčuková odsoudila válku na Ukrajině a podepsala otevřený dopis sportovců „za spravedlivé volby a proti násilí“. Z nejasných důvodů byla 15. prosince 2022 zadržena a umístěna do detenčního centra v Minsku.

## Osobní rekordy
- hala – 21,70 m – 12. února 2010, Mohylev
- venku – 21,58 m – 18. července 2012, Minsk

## Vyznamenání
- Řád cti (2008) — za vynikající sportovní výsledky  XXIX. letních Olympijských hrách 2008 Pekingu (ČLR),velký osobní přínos rozvoji tělesné kultury a sportu[6]
- Řád vlasti 3. stupně (2012) — za vysokou profesionalitu, vynikající sportovní výkony a vítězství na XXX. letních Olympijských hrách